# Пиккель, Иван Христианович
Иван Христианович Пиккель (собственно Иоганн Вильгельм Закариас Пиккель, нем. Johann Wilhelm Zacharias Pickel; 1829—1902) — российский скрипач немецкого происхождения.

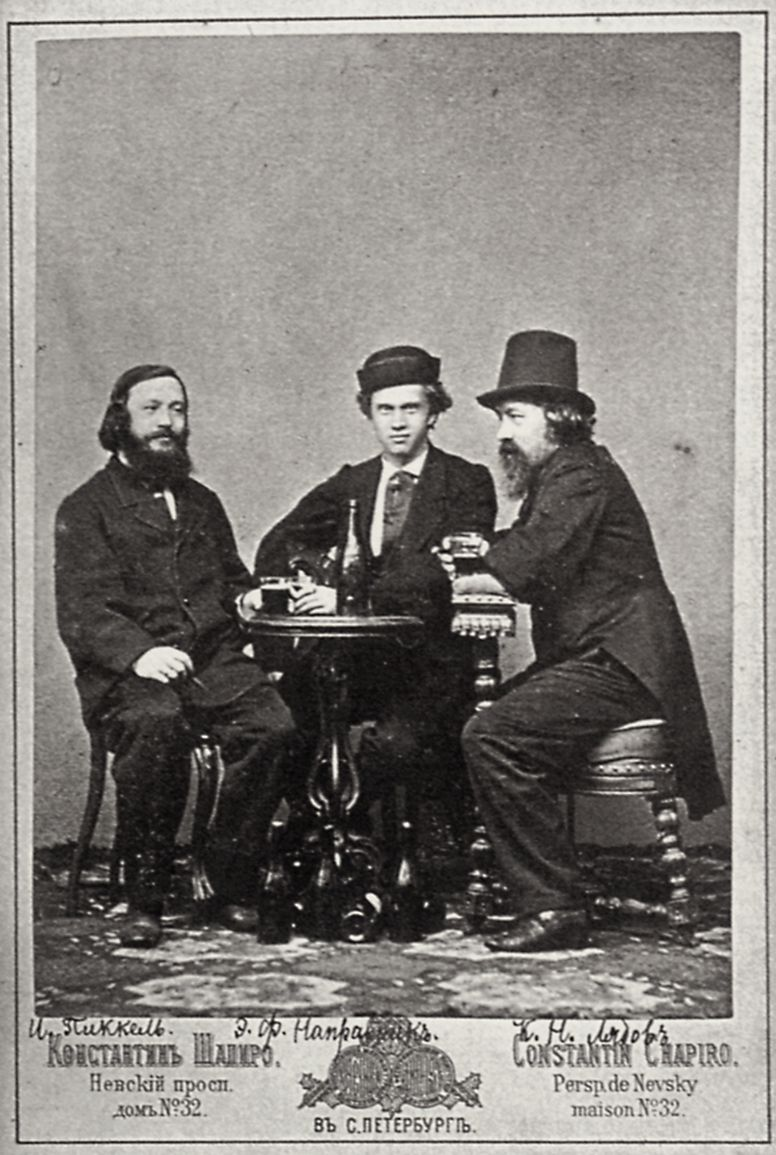
И. Х. Пиккель, Э. Ф. Направник и К. Н. Лядов

Сын предпринимателя Иоганна Кристофа Пиккеля, управлявшего пивоварней, а затем владевшего предприятием по производству светильников. Сначала учился у Карла Эрдмансдёрфера, затем, по некоторым сведениям, у Юнга (ученика Луи Шпора). Сообщение об обучении Пиккеля в Лейпцигской консерватории у Фердинанда Давида и последующих выступлениях в составе Оркестра Гевандхауса, видимо, недостоверны.
С 1847 года жил и работал в России. Играл в оркестре Итальянской оперы, с 1855 года концертмейстер Мариинского театра. Также с 1855 года — первая скрипка в квартете Санкт-Петербургского отделения Русского музыкального общества, в котором его партнёрами были Иероним Вейкман и Карл Давыдов (а позднее Александр Вержбилович); в дальнейшем, после приезда в Россию Леопольда Ауэра, чаще играл в этом ансамбле вторую скрипку. Вышел на пенсию в 1890 году и вернулся в Нюрнберг.